# Mal Gribe
Mal Gribe är en bergskedja i Albanien. Den ligger i den södra delen av landet, 110 km söder om huvudstaden Tirana.
Mal Gribe sträcker sig 18,0 km i sydostlig-nordvästlig riktning. Den högsta toppen är Maja e Këndrevicës, 2 121 meter över havet.
Topografiskt ingår följande toppar i Mal Gribe:
- Maja e Këndrevicës
- Maja e Kulthit
- Maja e Lopsit
- Mali i Dhëmblanit
- Mali i Tartarit

Trakten runt Mal Gribe består till största delen av jordbruksmark.  Runt Mal Gribe är det ganska tätbefolkat, med 83 invånare per kvadratkilometer.